# ميراني (كوينزلاند)
ميراني، هي مدينة ريفية ومحلية في منطقة ماكاي فيكوينزلاند بأستراليا. في عام 2016 ، بلغ عدد سكان بلدة ميراني 1541 نسمة بحسب تعداد أستراليا.
منطقة ميراني هي في الغالب أرض منبسطة تستخدم لزراعة قصب السكر . يحدها من الجنوب بحيرة كينشانت، ويمر نهر بايونير عبر المنطقة من الغرب إلى الشمال ويشكل جزءًا من الحدود الشمالية. يمر طريق ماكاي-اننغيلا من الشرق إلى الشمال الغربي عبر المنطقة. توجد شبكة من خطوط الترام الخاصة عبر ميراني لنقل قصب السكر إلى مصانع ماكاي للسكر .